# Atlantische Initiative
Die Atlantische Initiative ist ein im Jahr 2004 in Berlin gegründeter Verein zur „Förderung der deutsch-amerikanischen Freundschaft und die Förderung der Wissenschaft und Forschung im Feld der Internationalen Beziehungen“. Der Verein betreibt die Online Think Tank Atlantic Community, den Blog Deutschlands Agenda und gibt die Global Must Reads heraus.

## Verein
Vorsitzende sind  Johannes Bohnen und Jan Kallmorgen. Die anderen Gründungsmitglieder waren Alexander Graf Lambsdorff (MdB, FDP), Björn Sackniess, Christoph Schwegmann (BMVg), Andrea Stürmer (Zurich Financial Services), Rüdiger C. Sura (Deutsche Bank), Jan Techau (Carnegie Europe), Philipp-Christian Wachs (Haus Rissen), Magnus Prinz zu Wied (Huntsman Materials & Effects), Tobias Wolny (BP) und Lars Zimmermann (Stiftung Neue Verantwortung). Zusätzlich wird die Atlantische Initiative von einem 32-köpfigen Beirat aus Wirtschaft, Politik und Wissenschaft unterstützt. In der Vergangenheit finanzierte der Verein seine Arbeit aus Mitteln der eigenen Mitglieder, öffentlichen Zuwendungen und Auftragsarbeiten für Dritte.

## Online Think Tank Atlantic Community
Atlantic Community ist ein Web-2.0-Projekt der Atlantischen Initiative, das 2007 begonnen wurde. Die Community soll nicht nur eine Diskussionsplattform sein, sondern ihren Nutzern die Gelegenheit geben, politische Konzepte zu formulieren, die auch die praktische Politik beeinflussen sollen. Laut eigener Aussage hatte die Atlantic Community im November 2011 mehr als 6000 und im August 2012 mehr als 7000 Mitglieder. Artikel können von jedem bei atlantic-community.org eingereicht werden. Regelmäßig erstellt die Atlantische Initiative aus den Artikeln sogenannte Atlantic Memos mit Vorschlägen für die Politik und verschickt diese an Entscheidungsträger. Ferner finden sich auf der Seite aktuelle Pressemeldungen und Empfehlungen zu Denkfabrik-Publikationen.
Die Atlantische Initiative organisiert auf dieser Seite regelmäßig sog. Policy Workshops, bei den die besten Beiträge ausgezeichnet, Memos erstellt und die Empfehlungen auch auf Veranstaltungen vorgestellt werden. Thema des letzten Workshops war 2012 „Your Ideas, Your NATO“ zum Gipfel der NATO in Chicago. Aufgrund dieses Profils gilt Atlantic-Community.org mittlerweile als ein „Facebook für Außenpolitik“.
Auszeichnungen
- 2008: RIAS Award[11]
- 2009: offizieller Standort im Land der Ideen[12]
- 2009: Redner- und Dialogpreis von Berlinpolis und ProDialog[13]

## Global Must Reads
Seit August 2005 gibt der Verein die monatlich erscheinenden Global Must Reads heraus; diese sind eine Zusammenfassung wichtiger Artikel aus Fachzeitschriften, Presse und Wissenschaft. Laut Aussage der Atlantischen Initiative sind die Global Must Reads mit einem Leserkreis von mehr als 22.000 Personen „reichweitenstärkste außenpolitische Publikation in deutscher Sprache“. Trotz des Vereinsnamens beschränkt sich die Atlantische Initiative bei der Themenauswahl für die Must Reads nicht auf deutsch-amerikanische Beziehungen, sondern bedient auch Themen wie digitale Sicherheit oder Frauen in Führungspositionen.

## Deutschlands Agenda
Im November 2011 initiierte der Verein den Blog Deutschlands Agenda. Mit dem selbst gewählten Anspruch „Außenpolitik für alle“ bietet der Verein dort ein Diskussionsforum über deutsche Außenpolitik. Dieses Projekt wurde bis Ende April 2012 vom Bundespresseamt und der Haniel Stiftung gefördert. Seit Mai 2012 fördern Auswärtiges Amt, BMW Stiftung Herbert Quandt, Deutscher Bundeswehrverband, BP und die Allianz Kulturstiftung dieses Projekt.
Am 8. Februar  wurde das Blog offiziell vorgestellt und veröffentlichte einen Artikel von Bundesaußenminister Guido Westerwelle sowie im Mai 2012 einen weiteren Artikel von Verteidigungsminister Thomas de Maizière. „Deutschlands Agenda“ setzt regelmäßig Themenschwerpunkte. Während das Thema „Afghanistan“ bis Ende Januar 2012 debattiert wurde, begann der Februar mit dem Schwerpunkt „Deutschland in der EU“. Für das Jahr 2012 waren außerdem die Themen G8 & G20, die BRIC-Staaten, neue globale Gestaltungsmächte und der NATO-Gipfel geplant. Um starke inhaltliche Akzente zu setzen, werden zu jedem Thema Artikel von Experten, Denkfabriken, Bloggern, Politikern und der Redaktion eingeladen.
Ziel des Blogs ist es, aus den dortigen Debatten „Memos“ mit Handlungsempfehlungen für Politiker zu formulieren. Ein erstes Memo zur Bundeswehr wurde im März, ein zweites Memo zur deutschen Außenpolitik im Raum Asien-Pazifik im November 2012 veröffentlicht.

## Mitglieder

### Gründungsmitglieder
- Johannes Bohnen, Atlantische Initiative, Berlin
- Jan-Friedrich Kallmorgen, Atlantische Initiative, Berlin
- Alexander Graf Lambsdorff, MdB, Berlin
- Björn Sackniess, Consultant, Berlin
- Christoph Schwegmann, Bundesministerium der Verteidigung, Berlin
- Andrea Stürmer, Zurich Financial Services, Zürich
- Rüdiger C. Sura, Deutsche Bank AG, Berlin
- Jan Techau, Carnegie Europe, Brüssel
- Philipp-Christian Wachs, Managing Director Haus Rissen, Hamburg
- Magnus Prinz zu Wied, Huntsman Materials & Effects, Basel
- Tobias Wolny, Deutsche BP, Berlin
- Lars Zimmermann, Stiftung Neue Verantwortung, Berlin

### Beirat
- Rudolf Adam, Deutsche Botschaft Moskau
- Arnulf Baring, Historiker, Berlin
- Christoph Bertram, Hamburg
- Philipp v. Boehm-Bezing, BBSC Boehm-Bezing, Sieger & Cie., Stuttgart
- Mark Brzezinski, Botschafter der Vereinigten Staaten in Schweden
- Jürgen Chrobog, BMW Stiftung Herbert Quandt, Berlin
- Thomas L. Farmer, American Bankers Association, Washington D.C.
- Klaus-Dieter Frankenberger, Frankfurter Allgemeine Zeitung, Frankfurt
- Jeffrey Gedmin, Chief Executive Officer, Legatum Institute, London
- Helga Haftendorn, Berlin
- John C. Hulsman, President, John C. Hulsman Enterprises
- Michael Inacker, Siemens AG, Berlin
- Jackson Janes, Director, American Institute for Contemporary German Studies, Washington D.C.
- Marvin Kalb, Center on the Press, Politics and Public Policy, Kennedy School of Government, Harvard University, Cambridge, Mass.
- Eckart von Klaeden, MdB, Staatsminister im Bundeskanzleramt, Berlin
- Hans-Ulrich Klose, Ex-MdB (bis 2013), stellvert. Vorsitzender des Auswärtigen Ausschusses, Berlin
- John Kornblum, Senior Counsellor, Noerr, Berlin
- Charles Kupchan, Council on Foreign Relations, Washington D.C.
- Alexander Graf Lambsdorff, MdB, FDP, Berlin
- Kurt Lauk, Chairman, CDU-Wirtschaftsrat, Berlin
- Harald Leibrecht, MdB, Koordinator der Bundesregierung für deutsch-amerikanische Zusammenarbeit
- Beate Lindemann, geschäftsführende Vizepräsidentin, Atlantik-Forum, Berlin
- Heike MacKerron, Senior Director for Europe, German Marshall Fund of the United States, Berlin
- Norbert Otten, Direktor Policy Issues, Daimler AG, Stuttgart
- Cem Özdemir, Vorsitzender von Bündnis 90/Die Grünen, Berlin
- Ruprecht Polenz, MdB, Vorsitzender des Auswärtigen Ausschusses, Berlin
- Avi Primor, Botschafter a. D. des Staates Israel, Tel Aviv
- Andrew Rasiej, Personal Democracy Forum, New York
- Eberhard Sandschneider, Direktor des Forschungsinstituts der DGAP, Berlin
- Horst Teltschik, Berlin
- Karsten Voigt, Ex-MdB, Koordinator der Bundesregierung für deutsch-amerikanische Zusammenarbeit 1999–2010, Berlin
- William Wallace, Baron Wallace of Saltaire, House of Lords, London

## Sonstiges
- Neben Atlantic Community, Global Must Reads und Deutschlands Agenda erstellt die Atlantische Initiative in unregelmäßigen Abständen Studien (u. a. für das Auswärtige Amt)[24] und macht Veranstaltungen[25], die unter anderem zusammen mit dem American German Business Club durchgeführt werden.[26]
- Außerdem werden Umfragen für die NATO[27] und andere Organisationen erstellt.[28]
- In 2010 führte die Atlantische Initiative gemeinsam mit der BILD Zeitung eine Feldpost Aktion für Bundeswehrsoldaten im Auslandseinsatz durch, in deren Rahmen BILD Lesen ihre Grüße an die Soldaten übermittelten.[29] Eine Zusammenfassung der Briefe wurde direkt an die Stützpunkte der Bundeswehr im Ausland geschickt.[30]
- Die Atlantische Initiative bietet für Studierende die Möglichkeit zu Praktika an.[31]